# Phoreiobothrium
Genre
Phoreiobothrium est un genre de vers plats de la famille des Oncobothriidae.

## Liste d'espèces
Selon Catalogue of Life (4 août 2019) :
- Phoreiobothrium anticaporum Caira, Richmond & Swanson, 2005
- Phoreiobothrium arabiansi Shinde, Jadhav & Mohekar, 1984
- Phoreiobothrium blissorum Caira, Richmond & Swanson, 2005
- Phoreiobothrium exceptum Linton, 1924
- Phoreiobothrium girjamami Shinde, Motinge & Pardeshi, 1993
- Phoreiobothrium jahki Caira & Jensen, 2015
- Phoreiobothrium lasium Linton, 1889
- Phoreiobothrium lewinense Caira, Richmond & Swanson, 2005
- Phoreiobothrium manirei Caira, Healy & Swanson, 1996
- Phoreiobothrium nadiae Caira & Jensen, 2015
- Phoreiobothrium pectinatum Linton, 1924
- Phoreiobothrium perilocrocodilus Caira, Richmond & Swanson, 2005
- Phoreiobothrium puriensis Srivastav & Capoor, 1982
- Phoreiobothrium ratnagiriensis Shinde & Jadhav, 1987
- Phoreiobothrium robertsoni Caira, Richmond & Swanson, 2005
- Phoreiobothrium shindei Shinde, Jadhav & Jadhav, 1990
- Phoreiobothrium swaki Caira & Jensen, 2015
- Phoreiobothrium tiburonis Cheung, Nigrelli & Ruggieri, 1982
- Phoreiobothrium vinodae Jadhav, 1993